# Karel Grimminck

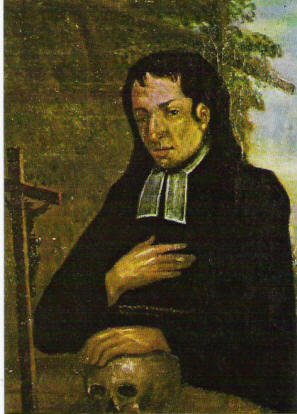
Karel Grimminck

Karel Lodewijk Grimminck (Ieper, 28 mei 1676 - Sint-Jan-ter-Biezen, 12 november 1728) was een Vlaams mysticus en kluizenaar.

## Biografie
Karel Grimminck werd gedoopt op 30 mei 1676 te Ieper als zoon van Jonkheer Pieter Frans Grimminck en Jonkvrouw Maria Cornelia Verbaere.
Na zijn humaniora in Veurne volgde hij lessen filosofie in Dowaai en theologie in Ieper. Op 6 Juni 1700 werd hij in Doornik tot priester gewijd, door Mgr F.Cailletot de la Salle. Hij was kapelaan in Ramskapelle (Veurne) (24-10-1700 - 8-6-1702), en pastoor in Zuidkote (1702-1709) en op de Thieuwshoek in Kaaster (1709-1714). Daarna leefde hij nog tien jaar als kluizenaar in Kaaster. 
De laatste vier jaar van zijn leven (1724-1728) was Karel Grimminck kluizenaar in een zelf gebouwde lemen huis aan de Sint-Janskerk in Sint-Jan-ter-Biezen waar later op dezelfde plaats (in de huidige pastorie) ook de Vlaamse priester en taalkundige Cyriel Moeyaert woonde. Grimminck schreef opmerkelijke mystieke teksten in het Nederlands en was volksmissionaris. Na zijn dood werd hij begraven in de Sint-Bavokerk van Watou.

## Motto
Zijn lijfspreuk was: God is 't al, de rest is niet.